# Pilgrims
Pilgrims — це графічна пригодницька гра, розроблена та опублікована Amanita Design. Гра була випущена для Windows, Linux та iOS 6 жовтня 2019 року. Pilgrims — одна з перших ігор, що розповсюджуються через Apple Arcade.

## Розвиток
Гру розробила команда під керівництвом Якуба Дворського. Він розроблявся два роки. Ідея для гри виникла в картковій міні-грі, знайденій у Samorost 3.

## Ігровий процес
Pilgrims — це пригодницька гра «вкажи й клацни». Гравець керує шукачем пригод, який хоче покататися на човні, але власник човна відмовляється взяти його, поки він не зловить для неї пташку. Згодом до нього приєднуються інші персонажі (стара, диявол, розбійник і принцеса). У кожного з них є проблема, яку гравець повинен вирішити, щоб отримати невловимого птаха, а також можливість допомогти йому в його квесті.
Світ складається з набору сцен, які можна пройти за допомогою карти світу. Дивлячись на сцену, гравець може натискати на об'єкти, щоб підібрати їх. Об'єкти, які були зібрані, а також персонажі, які приєдналися до гравця, представлені колодою карт у вигляді сцени. Карти можна перетягувати з колоди на сцену, щоб ними скористатися. Для кількох завдань гравець може застосувати декілька рішень, вибравши іншого персонажа чи інший предмет. Тому історія може дещо відрізнятися в різних проходженнях.

## Рецепція
Паломники отримали позитивні відгуки критиків. Games.cz поставив йому 8/10, зазначивши, що це була гарна прогулянка світом чеських казок і гумору. Rock, Paper, Shotgun високо оцінили концепцію гри та цінність повторної гри. Adventure Gamers поставили Pilgrims оцінку «відмінно».